# Benzylmagnesiumbromid
Benzylmagnesiumbromid ist eine organische Verbindung aus der Gruppe der Grignard-Verbindungen.

## Herstellung
Benzylmagnesiumbromid kann durch Reaktion von Benzylbromid mit Magnesium in Diethylether gewonnen werden.

## Reaktionen
Benzylmagnesiumbromid eignet sich zusammen mit Hexamethylphosphorsäuretriamid als Initiator für die Polymerisation von α-Methylstyrol. Die Reaktion mit 4-Dimethylaminobenzaldehyd ergibt ein Derivat des Stilbens.